# Беседин, Станислав Алексеевич
Станислав Алексеевич Беседин  (укр. Станіслав Олексійович Бєсєдін; род. 25 января 1986, Харьков, Украинская ССР, СССР) — украинский автогонщик, пилот команды XADO Motorsport.

## Биография
Карьеру автоспортсмена начал с 16 лет, участвуя в любительском слаломе и любительском авторалли. С гонщиком Николаем Чмыхом (мл.) 3 раза выигрывали ралли «Дружба» и «Золотая Осень». С 18 лет занялся профессиональным автоспортом.
С 2005 года по 2008 год участвовал в чемпионате Украины по автокроссу. В 2006 году стал серебряным призёром Украины в этой дисциплине. В этом же году получил звание мастера спорта Украины.
В 2008 году закончил ХНАДУ — факультет Механика транспортных средств по специальности Автоматика и автоматизация транспорта. Работает в подразделении XADO-Сервис начальником смены.
С 2008 по 2009 годы перешёл в дисциплину кольцевые гонки. В 2008 году стал бронзовым призёром Чемпионата Украины по кольцевым гонкам.
В 2009 году стал чемпионом Украины по шоссейно-кольцевым гонкам. С 2010 года перешёл в авторалли. Стал Чемпионом в своем классе У9 (штурман Донской Александр). Обладатель Кубка Украины.
Женат, имеет детей.

## Спортивные достижения
- 2004 — 3 место в Чемпионате Украины по автокроссу,
- 2006 — 2 место в Чемпионате Украины по автокроссу в классе 7Н
- 2008 — 2 место в Чемпионате Украины по кольцевым гонкам в классе «Лада 1500», 3 место в Чемпионате страны по горным гонкам
- 2009 — Чемпион в Чемпионате Украины по шоссейно-кольцевым гонкам в классе «Лада 1500»
- 2010 — Чемпион и обладатель Кубка Украины по ралли в классе У9
- 2011 — 2 место в Чемпионате Украины по ралли и Кубке Украины по ралли в классе У10